# Muhlenbergia curtisetosa
Muhlenbergia curtisetosa är en gräsart som först beskrevs av Frank Lamson Scribner, och fick sitt nu gällande namn av Benjamin Franklin Bush. Muhlenbergia curtisetosa ingår i släktet muhlygräs, och familjen gräs. Inga underarter finns listade i Catalogue of Life.